# Ляхово (област Пазарджик)
 За другото българско село вижте Ляхово (Област Добрич).  
Ляхово е село в Южна България. То се намира в община Пазарджик, област Пазарджик.

## География
Селото се намира в подножието на Родопите. Разположено е на 8 km югозападно от град Пазарджик, на около 250 m надморска височина.

## История
Според историка от началото на ХХ век Васил Миков селото е основано от полски заселници.

## Редовни събития
- Общоселски събор на празника на Св. Илия – 20.07